# Лёзов, Максим Алексеевич
Макси́м Алексе́евич Лёзов (укр. Максим Олексійович Льозов; 13 августа 1976, Днепропетровск) — украинский военнослужащий, солдат, участник российско-украинской войны. Герой Украины (2025).

## Биография
Максим Лёзов родился в Днепропетровске. В марте 2022 года, после начала российского вторжения в Украину, он был мобилизован в Луганский пограничный отряд Государственной пограничной службы Украины. Участвовал в обороне города Кременная.
В декабре 2023 года принимал участие в боях за Бахмут. 4 февраля 2024 года во время боя Лёзов получил тяжёлое ранение, потеряв один глаз, но отказался покинуть позицию и продолжал руководить обороной.
После реабилитации и соответствующего обучения вернулся к службе, воевал в составе снайперского подразделения «23F3» Луганского пограничного отряда. Выполнял боевые задачи в Донецкой и Харьковской областях. С апреля по август 2024 года принимал участие в отражении штурмов противника в районе села Курдюмовка в Донецкой области. 28 августа 2024 года позиция, которую оборонял Лёзов, подверглась массированному артиллерийскому обстрелу, в результате которого он получил тяжёлые ранения и потерял второй глаз.
После повторного ранения проходит реабилитацию.

## Награды
- Звание «Герой Украины» с вручением ордена «Золотая Звезда» (26 февраля 2025) — за личное мужество и героизм, проявленные в защите государственного суверенитета и территориальной целостности Украины, верность военной присяге[1].